# Alexander Steudel
Alexander Steudel (* 3. Juni 1966 in Stuttgart) ist ein deutscher Journalist.

## Leben
1992 begann Steudel ein Volontariat bei den Stuttgarter Nachrichten, wo er 1994 als Lokalredakteur übernommen wurde. 1997 wechselte er in die Sportredaktion der Münchner Abendzeitung. Im Jahr 2000 wechselte er zur Tageszeitung Die Welt in Berlin. 2001 wurde er Fußballchef der Welt am Sonntag, deren Redaktion mit der Welt zusammengelegt worden war.
2003 ging Steudel als stellvertretender Chefredakteur zum Magazin Sport Bild, wo er Ende 2008 Chefredakteur wurde. 2009 gewann Sport-Bild mit Steudel als Chefredakteur den Deutschen Sportjournalistenpreis (damals noch Herbert-Award) für das beste Sportmagazin des Jahres. Bei der nächsten Preisverleihung 2011 verteidigte Sport-Bild diesen Titel.
Im August 2010 belegte das Buch Fußball-WM 2010 von Alexander Steudel Platz 1 der Focus-Bestsellerliste.
Am 1. August 2011 wurde Steudel Chefredakteur der Fitness- und Lifestylemarke Fit for Fun, wo er bis 2019 arbeitete.
Alex Steudel lebt in Hamburg. Er ist neben Pit Gottschalk Co-Publisher des Fußball-Newsletters Fever-Pit'ch. Seine Kolumnen erscheinen u. a. bei OneFootball. Zuvor war er Sport1-Kolumnist. 
Seit 2019 ist Steudel als "Freier Chefredakteur" tätig. Er hat in dieser Funktion unter anderem die Zukunftsbücher "NEXT.2030" und "IGNITE.2034" umgesetzt. 

## Werke
- Alexander Steudel (Hrsg.): Fußball-WM 2010 alle Spiele, alle Tore, alle Spieler, alle Fakten und die schönsten Fotos der WM. Orig.-ausg., 1.  Auflage. Verl.-Gruppe Weltbild, Augsburg 2010, ISBN 978-3-8289-3248-7.
- Alex Steudel: Das Fußball-Jahr 2020 unter besonderer Berücksichtigung des HSV. 2020, ISBN 979-85-7922607-5, S. 251.
- Alex Steudel: Und am Ende gewinnen immer die Bayern. 2021, ISBN  979-8768948672, 268 Seiten.
- Alex Steudel: Die nächste Kolumne ist immer die wichtigste. 2022, ISBN 979-8357433244, 276 Seiten.